# Pansarvärnspjäs 1110
Le Pansarvärnspjäs 1110 (Pvpj 1110) est un canon sans recul suédois de 90 mm également connu sous le nom de Pv-1110. Il est entré en service au début des années 1960 et a été retiré du service dans l'armée suédoise à la fin des années 1990 après la production de 1 600 unités. Quelque 300 canons ont été transférés en Estonie, en Lettonie et en Lituanie.

## Caractéristiques

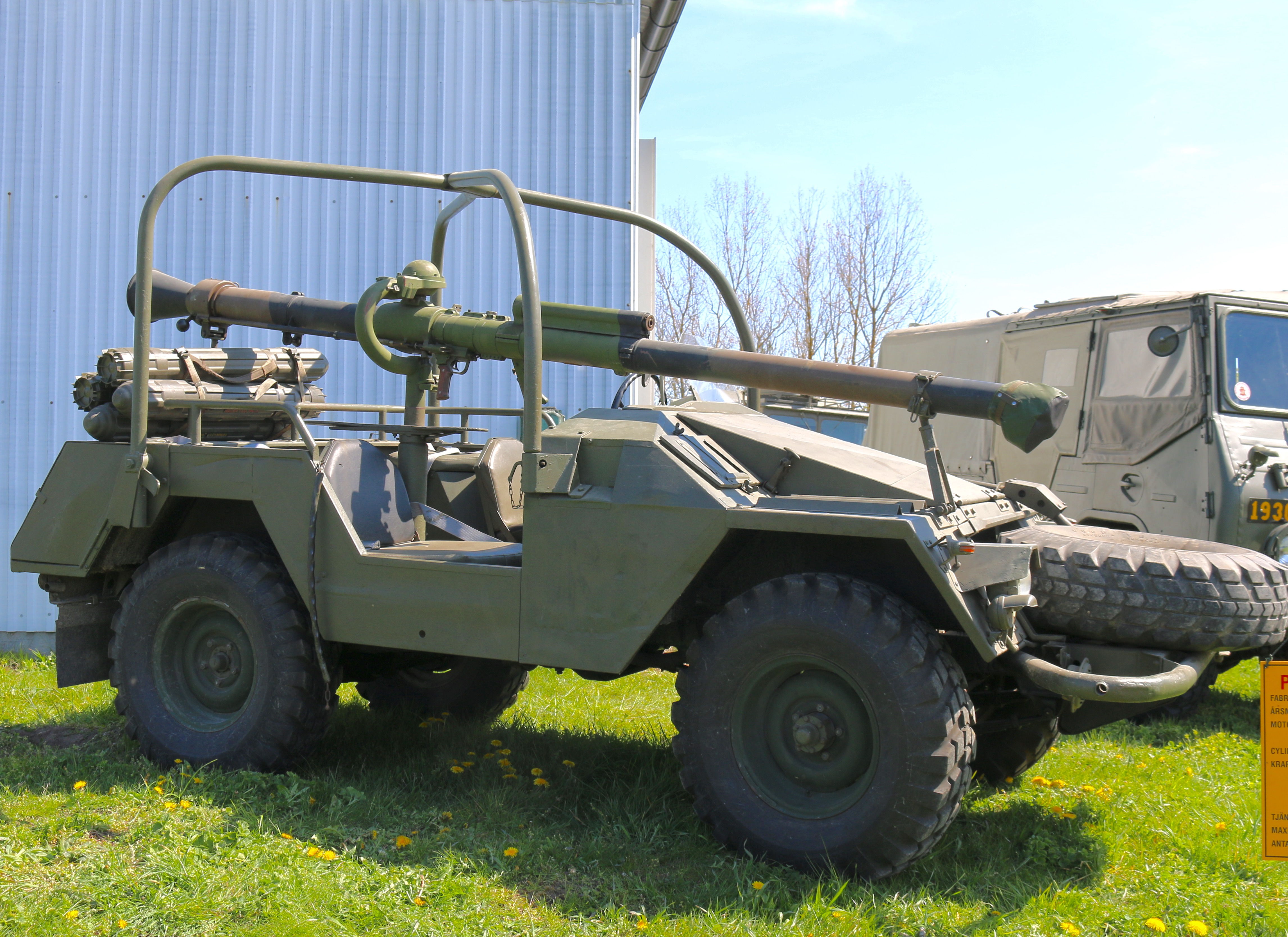
Un Pvpj 1110 monté sur un camion Pansarvärnspjästerrängbil 9031, une version du Volvo L3314.

Le Pvpj 1100 était généralement remorqué par, ou monté sur, un camion Volvo Pansarvärnspjästerrängbil 9031 (en). Depuis la fin des années 1970, il est également monté sur le Terrängbil 11 (en) et le transporteur à chenilles Bandvagn 2062.
Pour la guerre en Arctique, il pourrait également être monté sur une pulka et tiré par deux skieurs.
Le Pvpj 1110 est équipé d'un viseur optique et d'un viseur en fer comme secours. Une carabine Ag m/42 modifiée est utilisée comme arme de télémétrie sous la désignation Inskjutningsgevär 5110.
Ce canon a été utilisé par l'armée irlandaise sous forme remorquée et installé expérimentalement sur le châssis d'un char Comet à la place de la tourelle.
En aout 2022, l'armée russe en capture un utilisé par l'armée ukrainienne dans l'oblast de Donetsk,

## Munitions
La munition consiste en un projectile inséré dans un contenant en laiton Patronhylsa m/59 pour former une cartouche. Les mêmes projectiles ont été utilisés pour le Infanterikanonvagn 91 mais avec un contenant différent. Le Pvpj1110 est conçu pour tirer des obus à charge creuse avec des traceurs.
- Spårljuspansarspränggranat m/62, un obus à charge creuse de 10,7 kg qui pénètre 380 mm de blindage homogène laminé (RHA).
- Spårljusövningsgranat m/62, munition d'entraînement de 10,7 kg (sans remplissage explosif) avec traceur.
- Spårljuspansarspränggranat m/77, un obus à charge creuse de 11,2 kg qui pénètre 500 mm de RHA.
- Spårljuspansarspränggranat m/84, une obus à charge creuse de 10 kg qui pénètre 800 mm de RHA.

## Utilisateurs
- République dominicaine
- Estonia: Ligue de défense estonienne
- Irlande : retirés du service
- Lettonie: Garde nationale lettone (en)
- Lituanie[3]
- Suède : retirés du service dans les années 1990 mais conservés en stock.
- Ukraine : Don en 2022 à la suite de l'invasion de l'Ukraine par la Russie[4].